# EOS Rides
EOS Rides was een attractiefabrikant uit Treviso gelegen in de regio Veneto, Italië. Het bedrijf werd opgericht in 2000 en maakte verschillende attracties voor attractieparken en kermissen, en ze hebben ook volledige pretparken ontworpen. De naam EOS staat voor Extra Ordinary Solutions. In 2022 sloot het bedrijf zijn fabriek. 

## Attracties

### Achtbanen
De achtbanen van EOS Rides zijn onder te verdelen in de volgende modellen:
| Model                    | Variant                                                                   |
| ------------------------ | ------------------------------------------------------------------------- |
| Typhoon                  | -                                                                         |
| Roller Coaster Dark Ride | -                                                                         |
| Gravity Coaster          | Cheetah Coaster Mark 150 Mini Tornado with Loop                           |
| Spinning Coaster         | Crazy Twister Crazy Twister (small) Super Twister TT Twister Wild Twister |

### Waterattracties
EOS Rides heeft waterattracties geproduceerd, waaronder:
- Boomstamattracties
- Rapid River
- Splash Battle

### Overige attracties
EOS Rides heeft ook een aantal pretparkattracties gemaakt. Waaronder:
- Darkrides
- Apollo, een variant op een Enterprise
- Cakewalk
- Botsauto's
- Kleine valtorens, kleine varianten op de vrijevalattractie
- Stragada, een variant op een Round Up
- Varianten op een Red Baron
- Mini Fire Ball, een halfpipe waarop karretjes ronddraaien. Een soort mini Disk'O.
- Zweefmolen
- Topspin
- Kleine reuzenraden
- Draaimolen
- Animatronics[3]